# Pouteria erythrochrysa
Pouteria erythrochrysa är en tvåhjärtbladig växtart som beskrevs av Terence Dale Pennington. Pouteria erythrochrysa ingår i släktet Pouteria och familjen Sapotaceae. Inga underarter finns listade i Catalogue of Life.